# As I Am
As I Am este cel de-al treilea album de studio al cântăreței de origine americană Alicia Keys. Discul a debutat pe prima poziție a clasamentului Billboard 200, fiind comercializat în 742,000 de exemplare în săptămâna lansării. Albumul a obținut cele mai mari vânzări — pe o perioadă de șapte zile — din întreaga sa carieră, ajutând-o pe Keys să egaleze recordul deținut de Britney Spears în domeniul celor mai multe debuturi consecutive, direct pe prima poziție, în clasamentul Billboard. As I Am a fost comercializat în aproape patru milioane de copii în S.U.A., primind trei discuri de platină din partea RIIA. De asemenea, pe plan internațional au fost vândute aproximativ șase milioane de exemplare. Ca rezultat al succesului comercial și critic, discul As I Am a primit cinci nominalizări în cadrul galei premiilor American Music, câștigând la două categorii. Primul disc single promovat de pe acest album, intitulat „No One”, a devenit cel de-al treilea șlagăr al interpretei clasat pe prima poziție în ierarhia Billboard Hot 100 și cel de-al cincilea în lista Hot R&B/Hip-Hop Songs. Următoarele trei cântece lansate de pe discul As I Am, „Like You'll Never See Me Again”, „Teenage Love Affair” și „Superwoman”, s-au bucurat de succes moderat în țările vorbitoare de limba engleză, sporind popularitatea albumului de proveniență.

## Producere și promovare
Încă din ultima parte a anului 2006, Alicia s-a reîntors în studio, unde a început lucrul la un nou album. Cel de-al treilea album de studio lansat de către aceasta este intitulat As I Am, iar data lansării a fost făcută publică chiar de către artistă, care a precizat că data oficială va fi pe 13 noiembrie. Într-un interviu acordat postului de televiziune MTV, Alicia a declarat că  este pur și simplu îndrăgostită de el și că reprezintă ceva foarte proaspăt și nou pentru ea. 
Pentru producerea acestuia, Keys a colaborat cu John Mayer, alături de care a înregistrat două dintre melodiile incluse pe As I Am.
Albumul a fost pus pe site-ul oficial MTV, cu o săptămână înainte de lansarea sa oficială în America de Nord, pentru a putea fi ascultat de către fani. O versiune piratată a albumului a început să fie descărcată de pe internet începând cu data de 7 noiembrie. Pentru a promova albumul încă înainte de lansare, ea a cântat două dintre melodiile incluse pe acesta în cadrul premiilor MTV Video Music Awards, care au avut loc pe data de 2 septembrie, cu aproape două luni înainte de ieșirea albumului pe piață.
"As I Am" a fost apreciat de către revista Rolling Stone care a precizat că Alicia ar trebui să fie admirată pentru noul stil adoptat și pentru trecerea făcută de la R&B la un gen care adoptă mai mult hip-hopul.

## Ordinea pieselor pe disc
Versiunea standard
1. „As I Am (Intro)” — 1:52
2. „Go Ahead” — 2:10
3. „Superwoman” — 4:34
4. „No One” — 4:13
5. „Like You'll Never See Me Again” — 5:15
6. „Lesson Learned” (împreună cu John Mayer) — 4:13
7. „Wreckless Love” — 3:52
8. „The Thing About Love” — 3:49
9. „Teenage Love Affair” — 3:10
10. „I Need You” — 5:09
11. „Where Do We Go from Here” — 4:10
12. „Prelude to a Kiss” — 2:07
13. „Tell You Something (Nana's Reprise)” — 4:28
14. „Sure Looks Good to Me” — 4:31